# Championnats d'Afrique d'athlétisme 2022
Navigation
Les 22es Championnats d'Afrique d'athlétisme se déroulent du 8 au 12 juin 2022 à Saint-Pierre, à Maurice. L'édition précédente, programmée en 2020 puis 2021, à Alger puis à Lagos, a été annulée en raison de la pandémie de Covid-19. Les épreuves se déroulent au sein du Complexe sportif de Côte-d'Or. Le Cameroun qui devait accueillir la compétition se voit retirer l'organisation par la Confédération africaine d'athlétisme en septembre 2021. 

## Épreuves
45 épreuves officielles figurent au programme de ces 22es championnats d'Afrique d'athlétisme. Le 4 × 400 m mixte se dispute pour la première fois dans cette compétition alors que deux épreuves de démonstration, le Trail 10 km hommes et femmes figurent également au programme. La période de qualification se déroule du 1er janvier 2021 au 30 avril 2022.

## Résultats

### Hommes
| Épreuves               | Or                                                                                  | Argent                                                                                         | Bronze                                                                                      |
| ---------------------- | ----------------------------------------------------------------------------------- | ---------------------------------------------------------------------------------------------- | ------------------------------------------------------------------------------------------- |
| 100 m (+4,5 m/s)       | Ferdinand Omanyala 9 s 93 (w)                                                       | Akani Simbine 9 s 93                                                                           | Henricho Bruintjies 10 s 01                                                                 |
| 200 m (+3,0 m/s)       | Letsile Tebogo 20 s 26 (w)                                                          | Emmanuel Eseme 20 s 61                                                                         | Clarence Munyai 20 s 69                                                                     |
| 400 m                  | Muzala Samukonga 45 s 31                                                            | Bayapo Ndori 45 s 35                                                                           | Mohamed Farès Jelassi 45 s 54                                                               |
| 800 m                  | Slimane Moula 1 min 45 s 59                                                         | Nicholas Kiplagat 1 min 46 s 43                                                                | Tshepiso Masalela 1 min 46 s 65                                                             |
| 1 500 m                | Abel Kipsang 3 min 36 s 57                                                          | Ryan Mphahlele 3 min 36 s 74                                                                   | Adehena Kasaye 3 min 38 s 27                                                                |
| 5 000 m                | Hailemariyam Amare 13 min 36 s 79                                                   | Daniel Ebenyo 13 min 38 s 79                                                                   | Hicham Akankam 13 min 40 s 39                                                               |
| 10 000 m               | Mogos Tuemay 29 min 19 s 01                                                         | Chimdessa Debele 29 min 22 s 74                                                                | Abraham Longosiwa 29 min 23 s 02                                                            |
| 110 m haies (+4,8 m/s) | Amine Bouanani 13 s 26 (w)                                                          | Jérémie Lararaudeuse 13 s 55                                                                   | Antonio Alkana 13 s 59                                                                      |
| 400 m haies            | Sokwakhana Zazini 49 s 42                                                           | Abdelmalik Lahoulou 50 s 10                                                                    | Wiseman Mukhobe 50 s 48                                                                     |
| 3 000 m steeple        | Hailemariyam Amare 8 min 27 s 38                                                    | Bikila Tadese Takele 8 min 28 s 31                                                             | Geoffrey Kirwa 8 min 29 s 74                                                                |
| 20 km marche           | Samuel Gathimba 1 h 22 min 4 s                                                      | Wayne Snyman 1 h 22 min 5 s                                                                    | Yohanis Algaw 1 h 22 min 21 s                                                               |
| 4 × 100 m              | Kenya Dan Kiviasi Mike Nyang'au Samwel Imeta Ferdinand Omanyala 39 s 28             | Afrique du Sud Henricho Bruintjies Antonio Alkana Cheswill Johnson Benjamin Richardson 39 s 79 | Zimbabwe Ngonidzashe Makusha Dickson Kamungeremu Tapiwa Makarawu Denzel Siamsialela 39 s 81 |
| 4 × 400 m              | Botswana Collen Kebinatshipi Leungo Scotch Anthony Pesela Bayapo Ndori 3 min 4 s 27 | Zambie Muzala Samukonga Kennedy Luchembe Patrick Kakozi Nyambe David Mulenga 3 min 5 s 53      | Nigeria Johnson Nnamani Chidi Okezie Sikiru Adeyemi Ifeanyi Emmanuel Ojeli 3 min 7 s 05     |
| Saut en hauteur        | Hichem Bouhanoun 2,15 m                                                             | Mike Edwards 2,15 m                                                                            | Mpho Links 2,15 m                                                                           |
| Saut à la perche       | Medhi Amar Rouana 5,30 m                                                            | Hichem Cherabi 5,20 m                                                                          | Valco van Wyk 4,90 m                                                                        |
| Saut en longueur       | Thalosang Tshireletso 7,82 m (w)                                                    | Cheswill Johnson 7,78 m (w)                                                                    | Amath Faye 7,70 m (w)                                                                       |
| Triple saut            | Hugues Fabrice Zango 17,34 m (w)                                                    | Thalosang Tshireletso 16,77 m (w)                                                              | Yasser Triki 16,58 m (w)                                                                    |
| Lancer du poids        | Chukwuebuka Enekwechi 21,20 m (CR)                                                  | Kyle Blignaut 20,60 m                                                                          | Mohamed Magdy 20,33 m                                                                       |
| Lancer du disque       | Werner Visser 61,80 m                                                               | Victor Hogan 58,95 m                                                                           | Ryan Williams 56,70 m                                                                       |
| Lancer du marteau      | Alan Cumming 69,13 m                                                                | Tshepang Makhethe 68,75 m                                                                      | Alaa el-Din el-Ashry 68,24 m                                                                |
| Lancer du javelot      | Julius Yego 79,62 m                                                                 | Ihab Abdelrahman 77,12 m                                                                       | Phil-Mar Janse van Rensburg 74,10 m                                                         |
| Décathlon              | Larbi Bourrada 7 776 pts (W)                                                        | Fredriech Pretorius 7 504 pts (W)                                                              | Jesse Perez 7 396 pts (W)                                                                   |

### Femmes
| Épreuves               | Or                                                                                            | Argent                                                                                | Bronze                                                                                 |
| ---------------------- | --------------------------------------------------------------------------------------------- | ------------------------------------------------------------------------------------- | -------------------------------------------------------------------------------------- |
| 100 m (+4,8 m/s)       | Gina Bass 11 s 06 (w)                                                                         | Aminatou Seyni 11 s 09                                                                | Carina Horn 11 s 14                                                                    |
| 200 m (+0,4 m/s)       | Aminatou Seyni 23 s 04                                                                        | Maximila Imali 23 s 43                                                                | Rhoda Njobvu 23 s 51                                                                   |
| 400 m                  | Miranda Coetzee 51 s 82                                                                       | Niddy Mingilishi 52 s 36                                                              | Veronica Mutua 52 s 76                                                                 |
| 800 m                  | Jarinter Mwasya 2 min 2 s 80                                                                  | Gebre Netsanet Desta 2 min 2 s 99                                                     | Prudence Sekgodiso 2 min 3 s 46                                                        |
| 1 500 m                | Winny Chebet 4 min 16 s 10                                                                    | Purity Chepkirui 4 min 16 s 28                                                        | Ayal Dagnachew 4 min 16 s 45                                                           |
| 5 000 m                | Beatrice Chebet 15 min 0 s 82                                                                 | Fantaye Belayneh 15 min 1 s 89                                                        | Caroline Nyaga 15 min 5 s 34                                                           |
| 10 000 m               | Caroline Nyaga 32 min 12 s 61                                                                 | Rachael Zena Chebet 32 min 17 s 66                                                    | Meseret Gebre 32 min 25 s 97                                                           |
| 100 m haies (+4,0 m/s) | Tobi Amusan 12 s 57 (w)                                                                       | Ebony Morrison 12 s 77                                                                | Marione Fourie 12 s 93                                                                 |
| 400 m haies            | Zenéy van der Walt 56 s 00                                                                    | Taylon Bieldt 56 s 67                                                                 | Noura Ennadi 58 s 06                                                                   |
| 3 000 m steeple        | Werkwuha Getachew 9 min 36 s 81                                                               | Zerfe Wondemagegn 9 min 41 s 37                                                       | Caren Chebet 9 min 43 s 64                                                             |
| 20 km marche           | Emily Ngii 1 h 34 min 30 s                                                                    | Yehualye Beletew 1 h 35 min 48 s                                                      | Sylvia Kemboi 1 h 39 min 40 s                                                          |
| 4 × 100 m              | Nigeria Praise Idamadudu Tima Godbless Praise Ofoku Tobi Amusan 44 s 45                       | Afrique du Sud Marzaan Loots Banele Shabangu Charlize Eilerd Phindile Kubheka 44 s 87 | Gambie Gina Bass Fatou Sowe Maimuna Jallow Nyimasata Jawneh 44 s 97                    |
| 4 × 400 m              | Afrique du Sud Zenéy van der Walt Taylon Bieldt Miranda Coetzee Precious Molepo 3 min 29 s 34 | Kenya Veronica Mutua Jacinter Shikanda Hellen Syombua Joan Cherono 3 min 35 s 55      | Nigeria Deborah Oke Queen Usunobun Ella Onojuvwevwo Patience Okon George 3 min 36 s 24 |
| Saut en hauteur        | Rose Yeboah 1,79 m                                                                            | Temitope Adeshina 1,79 m                                                              | Yvonne Robson 1,79 m                                                                   |
| Saut à la perche       | Mirè Reinstorf 3,80 m                                                                         | Dora Mahfoudhi 3,70 m                                                                 | Nicole Janse van Rensburg 3,70 m                                                       |
| Saut en longueur       | Marthe Koala 6,43 m                                                                           | Yousra Lajdoud 6,37 m                                                                 | Esraa Samir Owis 6,29 m                                                                |
| Triple saut            | Sangoné Kandji 13,76 m                                                                        | Saly Sarr 13,42 m                                                                     | Véronique Kossenda Rey 13,35 m                                                         |
| Lancer du poids        | Ischke Senekal 16,40 m                                                                        | Carine Mékam 15,87 m                                                                  | Zonica Lindeque 15,79 m                                                                |
| Lancer du disque       | Chioma Onyekwere 58,19 m                                                                      | Nora Monie 54,44 m                                                                    | Obiageri Amaechi 54,15 m                                                               |
| Lancer du marteau      | Oyesade Olatoye 63,67 m                                                                       | Zouina Bouzebra 63,48 m                                                               | Rawan Barakat 62,67 m                                                                  |
| Lancer du javelot      | Jo-Ane van Dyk 60,65 m                                                                        | Mckyla van der Westhuizen 55,55 m                                                     | Jana van Schalkwyk 54,49 m                                                             |
| Heptathlon             | Odile Ahouanwanou 5 756 pts                                                                   | Shannon Verster 5 329 pts                                                             | Nada Chroudi 5 117 pts                                                                 |

### Mixte
| Épreuves  | Or                                                                                                  | Argent                                                                                | Bronze                                                                           |
| --------- | --------------------------------------------------------------------------------------------------- | ------------------------------------------------------------------------------------- | -------------------------------------------------------------------------------- |
| 4 × 400 m | Botswana Collen Kebinatshipi Motlatsi Ranthe Keitumetse Maitseo Christine Botlogetswe 3 min 21 s 85 | Nigeria Emmanuel Ojeli Ella Onojuvwevwo Ayo Adeola Patience Okon George 3 min 22 s 38 | Kenya Collins Gichana William Rayan Veronica Mutua Jarinter Mwasya 3 min 22 s 75 |

### Tableau des médailles
| Rang | Nation         | Or | Argent | Bronze | Total |
| ---- | -------------- | -- | ------ | ------ | ----- |
| 1    | Kenya          | 10 | 5      | 8      | 23    |
| 2    | Afrique du Sud | 9  | 13     | 14     | 36    |
| 3    | Nigeria        | 5  | 3      | 3      | 11    |
| 4    | Algérie        | 5  | 3      | 1      | 9     |
| 5    | Éthiopie       | 4  | 6      | 4      | 14    |
| 6    | Botswana       | 4  | 2      | 1      | 7     |
| 7    | Burkina Faso   | 2  | 0      | 0      | 2     |
| 8    | Zambie         | 1  | 2      | 1      | 4     |
| 9    | Sénégal        | 1  | 1      | 1      | 3     |
| 10   | Niger          | 1  | 1      | 0      | 2     |
| 11   | Gambie         | 1  | 0      | 1      | 2     |
| 12   | Bénin          | 1  | 0      | 0      | 1     |
| 12   | Ghana          | 1  | 0      | 0      | 1     |
| 14   | Cameroun       | 0  | 2      | 1      | 3     |
| 15   | Égypte         | 0  | 1      | 4      | 5     |
| 16   | Maroc          | 0  | 1      | 2      | 3     |
| 16   | Tunisie        | 0  | 1      | 2      | 3     |
| 18   | Gabon          | 0  | 1      | 0      | 1     |
| 18   | Maurice        | 0  | 1      | 0      | 1     |
| 18   | Liberia        | 0  | 1      | 0      | 1     |
| 18   | Ouganda        | 0  | 1      | 0      | 1     |
| 22   | Zimbabwe       | 0  | 0      | 1      | 1     |
| 22   | Namibie        | 0  | 0      | 1      | 1     |
|      | TOTAL          | 45 | 45     | 45     | 135   |

## Légende
Records et Performances
- AR : Record continental (area record)
- CR : Record des championnats (championship record)
- MR : Record du meeting (meet record)
- NR : Record national (national record)
- OR : Record olympique (olympic record)
- PR : Record paralympique (paralympic record)
- PB : Record personnel (personal best)
- SB : Meilleure performance personnelle de la saison (season's best)
- WL : Meilleure performance mondiale de l'année (world leader)
- WJR : Record du monde junior (world junior record)
- WR : Record du monde (world record)

Circonstances et Conditions
- DNF : N'a pas terminé (did not finish)
- DNS : N'a pas pris le départ (did not start)
- DQ : Disqualification (disqualification)
- NM : Aucun essai valable enregistré (No Mark)
- Q : Qualifié « directement » au prochain tour (ou à la prochaine compétition), lors d'une compétition majeure, grâce au classement ou à la réalisation des minima (automatic qualifier)
- q : Qualifié au prochain tour (ou à la prochaine compétition), lors d'une compétition majeure, grâce au repêchage ou à la réalisation de l'une des meilleures performances parmi celles des « non qualifiés directement » (grâce au meilleur temps ou à la meilleure distance par exemple) (secondary qualifier)